# Napata
Napata je bio drevni grad-država na zapadnoj obali Nila u današnjem Sudanu, oko 400 sjeverno od Khartouma. Sagradili su ga Nubijci oko 1450. pr. Kr. i stoljećima je bio prijestolnica nubijskog kraljevstva Kuš (900. – 270. pr. Kr.) koje je kao 25. egipatska dinastija (Treći prijelazni period) vladala i cijelim starim Egiptom.
God. 2003., ostaci grada Napate, zajedno s njegovim vjerskim središtem - brdom Gebel Barkal i još tri lokaliteta 6o km duž Nila, su upisani na UNESCO-ov popis mjesta svjetske baštine u Africi kao "vjerska središta čije se štovanje zadržalo sve do današnjih dana".

## Povijest
Od 16. st. pr. Kr. je Napata, isto kao i ostatak Nubije, bio pod egipatskom vlašću. Razlog za egipatsku ekspanziju su bili zlato i drugi resursi, a Nubijci su prilično brzo počeli prihvaćati egipatske običaje i religiju.
Oko godine 1075. pr. Kr. moć svećenika je počela nadmašivati formalnu vlast faraona, a s njime i de facto raspada Egipta na manje države. To su Nubijci iskoristili kako bi izborili nezavisnost, a njihovo kraljevstvo, poznato kao Kuš, je imalo središte upravo u Napati.
Sljedećih nekoliko vijekova Napata je rasla, dok je Egipat slabio unutrašnjim sukobima. Oko godine 750. pr. Kr. vladar Napate po imenu Kashta je iskoristio egipatsku slabost i osvojio Gornji Egipat. Njegov nasljednik Piankhi je pak uspio osvojiti ostatak Egipta te tako kao novi egipatski vladar osnovao Dvadeset petu ili tzv. Nubijsku dinastiju.
Nubijska vladavina nad Egiptom je potrajala oko 57 godina, a okončala ju je ekspanzija Asiraca sa sjevera. Oko godine 670. pr. Kr. asirski kralj Esarhadon je osvojio Donji Egipat uz pomoć lokalnih egipatskih velmoža koji nisu voljeli nubijske osvajače. Nubijski faraon Taharqa je, pak, sklopio savez s egipatskim velmožama protiv Asiraca, ali je njih asirski vladar Asurbanipal porazio i kao egipatskog vladara postavio Nehoa, osnivača nove Dvadeset šeste dinastije. Taharqin nasljednik Tantamani je uspio poraziti Nehoa, ali ne i njegovog nasljednika Psamtika I. te su Nubijci bili prisiljeni povući se natrag u Nubiju, odnosno svoju prijestolnicu u Napati.
Zahvaljujući trgovini zlatom, Napata se nastavila razvijati, iako su je 591. pr. Kr. Egipćani napali i razorili. Nekoliko stoljeća kasnije su klimatske promjene, kao i pad Egipta pod stranu vlast, doveli do ekonomskog slabljenja Napate. Kušiti zbog toga prijestolnicu premjestili južnije, u Meroë. Neki povjesničari vjeruju da Napata zapravo nije bila prijestolnica, nego vjersko središte Kuša.
God. 23. pr. Kr., rimski upravitelj Egipta, Publije Petronije, je izvršio invaziju u Nubiju kao odgovor na njihove napade sjuga. Uspio je prodrijeti do Napate i opustošiti je 22. pr. Kr. To je jedan od razloga zašto je grad Meroe na jugu postao prijestolnicom Kušanskog kraljevstva.

## Arheološki lokaliteti države Napata
Brdo Barkal je 98 m visoka pješčanjačka stijena izrazito ravnog vrha, te je vjerojatno služilo kao oznaka mjesta gdje je lakše preći Nil, i to trgovcima i putnicima na važnom trgovačkom putu iz središnje Afrike prema Egiptu i Arabiji. Ruševine oko Barkala čini 13 hramova i 3 palače, te dvije nekropole s tridesetak grobnica od 3. do 1. stoljeća pr. Kr., od kojih su neke imale karakteristične strme nubijske piramide do 30 m visine. Većina ih je pristupačna stubama i bogato dekorirana bareljefima i slikama. Velike hramove Barkala, poput Amonovog hrama, je lokalno stanovništvo i dugo nakon propasti kušanskog kraljevstva smatralo za sveta mjesta. Naime, danas se brdo zove Gebel Wad el-Karsani jer se vjeruje da je ispod nje sahranjen muslimanski šeik (svetac) Wad el-Karsani, te je njegova grobnica još uvijek važno mjesto hodočašća muslimana.
Napatansko groblje El-Kurru se nalazi 20 km od Gebel Barkala i u njemu se nalazi nekoliko kraljevskih grobnica i članova njihove obitelji. Na groblju, koje je bilo u uporabi između 9. i 7. stoljeća pr. Kr., postoje različite vrste grobova, od najjednostavnijih, prekrivenih malim tumulima, do najkompleksnijih s piramidom na vrhu. Od tih 34 groba su otkrivena između 1916. i 1918. godine.
Groblje Nuri sadrži 82 groba od kojih većina ima piramidu iznad groba. Prvi pokopi u Nuri su iz 664. godine pr. Kr., a posljednji oko 310. pr. Kr. Grobnice sadrže jednu, dvije ili više pokopnih komora, neke uređene, a ostale obične. Ostale građevine u Nuri su pogrebne kapelice, crkve i kuće.
Sanam se nalazi u modernom gradu Meroë. Lokalitet čini stambeni prostor (nikada iskopan) i veliku nekropolu s više od 1500 grobova i veliki hram. Zagonetna građevina poznata kao "riznica" je najveća građevina na lokalitetu, a njegova funkcija je nepoznata.
Zuma je veliko neistraženo područje pokopanja prekriveno malim gromilama. Ono predstavlja razdoblje između kraja Meroïtske kulture u 4. stoljeću i dolaska kršćanstva u Nubiju u 6. stoljeću.
- Posljednji stupovi Amonovog hrama ispod Barkala
- Piramide na sjeveru Barkala
- Piramide južne skupine
- Piramide u Nuri
- Ostaci Amonovog hrama u Sanamu